# Kiska
Kiska (Qisxa em língua aleúte)  é uma das ilhas Aleutas, no oeste do Alasca. É desabitada e faz parte das ilhas Rat, um arquipélago na extremidade ocidental das Aleutas (51° 58′ 02″ N, 177° 29′ 31″ L). O seu comprimento é de cerca de 35 km e a largura é de 2,5 a 10 km.
O primeiro europeu a descobri-la foi o navegador Vitus Bering em 1741 aquando do regresso da sua expedição ao Grande Norte, quando descobriu a maior parte das Aleutas.

## Geografia

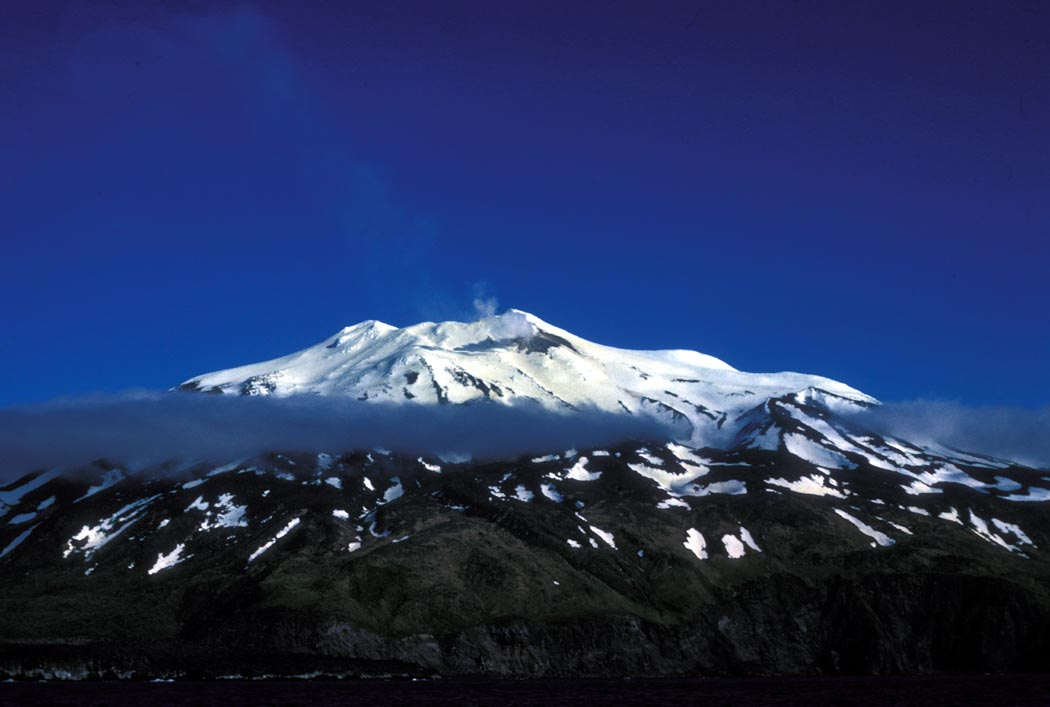
Vulcão em Kiska

O vulcão Kiska (Qisxan Kamgii em língua aleúte), um estratovulcão de 8,5 km com 6,4 km de diâmetro na base e 1221 m de altitude no topo fica no norte da ilha. Está ativo e teve duas erupções explosivas com lava em 30 de janeiro de 1962 e 18 de março de 1964. Desde então tem emitido vapor e cinzas.

## História
De 1775 a 1867, Kiska, como as outras ilhas Aleutas, tiveram postos de comércio da Companhia Russa da América. Em 1867, as Aleutas foram incluídas na compra do Alasca pelo governo americano.
Kiska foi ocupada pelos japoneses em outubro de 1942, em conjunto com a ilha Attu, tendo sido os dois únicos territórios americanos que foram ocupados pelos japoneses na Segunda Guerra Mundial. Depois da retoma da ilha Attu em maio de 1943 pelas tropas americanas, num mês de intensos combates, os soldados, acompanhados de tropas do Canadá, desembarcaram em Kiska em julho. Mas tirando proveito da confusão, os japoneses deixaram a ilha uma semana antes, sem que os americanos tivessem notado. Mesmo assim, o desembarque fez mais de 300 mortos por causa do frio, "fogo amigo" e minas deixadas pelos japoneses.